# Гансюрген Досс
Ганцюрґен Досс (нім. Hansjürgen Doss; нар. 9 серпня 1936 року, Мюнстер) — німецький архітектор, політик, депутат Бундестагу ФРН (1981—2002) від Християнсько-демократичного союзу, почесний консул України у місті Майнц.

## Біографія
Народився 9 серпня 1936 року в Мюнстері.
Закінчив Університет прикладних наук в Майнці, у 1959 році склав державний іспит на дизайнера і потім протягом року працював в архітектурній фірмі в Дейтоні (Огайо). Після закінчення Вищої школи образотворчого мистецтва у Франкфурт-на-Майні, де він вивчився на архітектора, з 1963 по 1965 рік працював в офісі спільноти архітектури та будівництва в Марбурзі. Він працював незалежним архітектором у Майнці з 1965 року, а в 1993 році став керуючим партнером Doss & Over Architekten und Ingenieure GmbH.

### Політична та громадська діяльність
У 1965 році став членом Християнсько-демократичного союзу. З 1979 по 1981 рік був членом міської ради Майнца. З січня по серпень 1981 року був членом парламенту федеральної землі Рейнланд-Пфальц. З 20 липня 1981 року — депутат Бундестагу.
Від 2008 року Ганцюрґен Досс є почесним консулом України у місті Майнц. Також був головою Німецько-Українського товариства економіки та науки.
З 2000 року є професором Інституту соціальної та ринкової економіки в Україні Українського вільного університету.

## Відзнаки
- Почесний доктор Національного лісотехнічного університету України (1999)[9];
- Почесний доктор Національного педагогічного університету імені М. П. Драгоманова (2001)[10];
- почесний професор журналістики Вісконсинського міжнародного університету в Україні (2001)[11];
- Почесний доктор Університету святої родини в Філадельії (2006);
- Командорський хрест ордена «За заслуги перед Федеративною Республікою Німеччина» (2007);
- орден «За заслуги» III ступеня (22 серпня 2016) — за вагомий особистий внесок у зміцнення міжнародного авторитету Української держави, популяризацію її історичної спадщини і сучасних надбань та з нагоди 25-ї річниці незалежності України[12].